# Radical Democratic Party (Indien)
Radical Democratic Party var ett politiskt parti i Indien och existerade vid tiden kring andra världskriget. 
RDP utvecklades ur en organisation som kallade sig League of Radical Congressmen, grundad 1939 av M.N. Roy. Roy grundade RDP 1940 i syfte att få med Indien i kriget på de allierades sida. RDP arbetade också för indisk självständighet från britterna. Partiets fackföreningsrörelse hade namnet Indian Federation of Labour.
1944-1948 var V.M. Tarkunde partiets generalsekreterare. Sistnämnda år upplöstes partiet för att ge plats åt Radical Humanist Movement.